# كارثة نيكسون 1924
كانت كارثة نيكسون 1924 (بالإنجليزية: 1924 Nixon Nitration Works disaster)‏ عبارة عن انفجار وحريق أودى بحياة العديد من الأشخاص ودمر عدة أميال مربعة من مصانع نيوجيرسي. بدأ الأمر في صباح يوم السبت، 1 مارس 1924، على الساعة 11:15 صباحًا، عندما دمّر انفجار مبنى في نيكسون، نيو جيرسي (منطقة داخل مدينة إديسون نيو جيرسي الحالية) يُستخدم في معالجة نترات الأمونيوم. تسبب الانفجار في نشوب حرائق في المباني المحيطة في أعمال نيكسون التي تحتوي على مواد أخرى شديدة الاشتعال. أودت الكارثة بعشرين شخصًا، ودمرت أربعين مبنى.